# Julius Malema

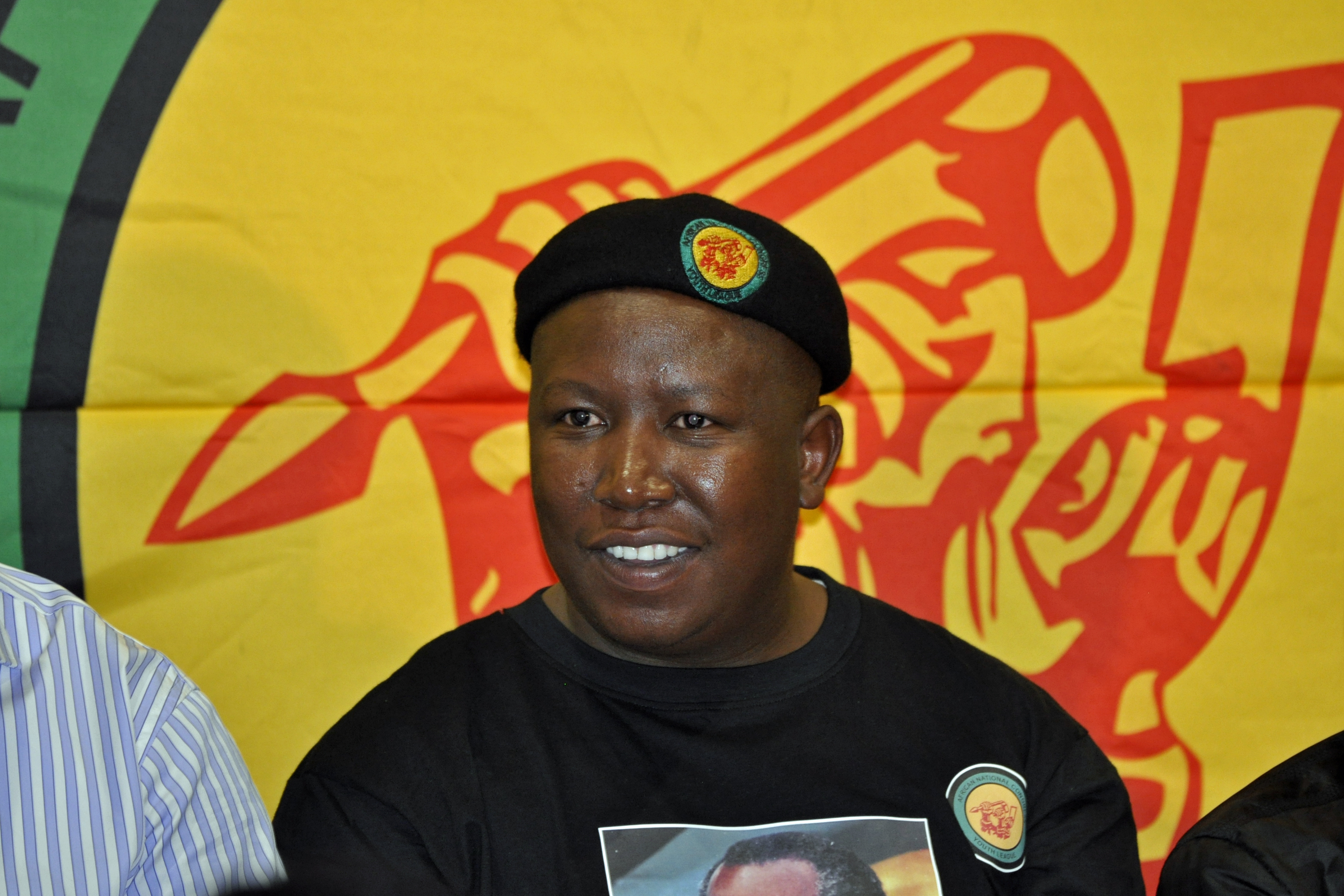
Julius Malema im September 2011

Julius „Juju“ Sello Malema (* 3. März 1981 in Seshego, heute Provinz Limpopo) ist ein südafrikanischer Politiker der Economic Freedom Fighters (EFF). Bei den Parlamentswahlen im Jahr 2014 war er Spitzenkandidat der von ihm gegründeten EFF, die dabei drittstärkste Partei wurden. Zuvor war er von 2008 bis zu seinem Parteiausschluss im April 2012 Präsident der ANC Youth League (ANCYL).
Malema ist für seine linkspopulistischen Reden bekannt und präsentiert sich oft als Anwalt der Unterprivilegierten, insbesondere der arbeitslosen schwarzen Bevölkerung. Der ANC-Spitze wirft er Korruption vor, und er ist für seine wiederholten rassistischen Ausfälle gegen Südafrikas weiße Minderheit sowie für Antisemitismus bekannt.

## Leben

### Jugend und Ausbildung
Malema wuchs in der heutigen Provinz Limpopo als Sohn einer alleinerziehenden Hausangestellten auf. Er schloss sich mit neun oder zehn Jahren der Pioniergruppe „Mashupatsela“ des ANC an, seine erste Aufgabe war es, Wahlplakate der Nasionale Party abzureißen. Malemas schulische Ausbildung verlief unregelmäßig. Mit 13 erhielt er eine militärische Ausbildung, in der er den Umgang mit Schusswaffen und Molotowcocktails erlernte.
2011 begann er an der Universität von Südafrika ein Studium der Kommunikationswissenschaft und der afrikanischen Sprachen, das er 2016 mit dem akademischen Grad Bachelor of Arts beendete.

### Politische Karriere

#### 1995–2012: Studentenvertreter und Vorsitzender ANC Youth League
Seine politische Karriere begann Malema 1995 als Regionalvorsitzender der ANC Youth League (ANCYL), der Jugendorganisation des African National Congress (ANC), 1997 wurde er zum Vorsitzender des Congress of South African Students der Provinz Limpopo gewählt. Aufgrund seiner rhetorischen Fähigkeiten, seiner energischen Art und seines Selbstbewusstseins – er bezeichnet sich selbst als „schwarzen Diamanten“ –, stieg er schnell auf und wurde 2001 zum nationalen Präsidenten des Congress of South African Students gewählt.
Zwischen 2008 und 2012 war er Präsident der ANCYL. Bei seiner Wahl soll es zu Unregelmäßigkeiten gekommen sein, die die League in drei Lager spaltete. Über das endgültige Ergebnis musste der südafrikanische Präsident Kgalema Motlanthe entscheiden, der für Malema entschied.

##### Verhältnis zu Jacob Zuma und Disziplinarverfahren
Malema genoss lange Zeit das Wohlwollen von Jacob Zuma, langjähriger Vorsitzender des ANC und ab 2009 Präsident von Südafrika, den er seinen Freund nannte, und von dem er sagte, er würde für ihn töten. Zuma missbilligte Malemas Ausdrucksweise zwar intern, maßregelte ihn jedoch nicht offiziell, da er ihn im Machtkampf mit seinem Konkurrenten und Vorgänger Thabo Mbeki brauchte. 2010 wurde das Verhältnis zwischen Zuma und Malema zunehmend schlechter, seit Mitte 2011 ist es zerrüttet, nachdem Malema Zuma schlechte Führung und Anbiederung an westliche Imperialisten vorgeworfen hatte.
Im November 2011 wurde Malema infolge eines neuen Disziplinarverfahrens aus dem ANC wegen parteischädigenden Verhaltens für fünf Jahre suspendiert. Mit der Einrichtung des Disziplinarausschusses im November 2011 setzte sich Zuma endgültig von seinem ehemaligen Protegé ab.
Das nationale geschäftsführende Komitee der Youth League wies in einer Presseerklärung die Vorwürfe gegen Malema zurück, nannte die Sanktion unbegründet und ungerechtfertigt und kündigte an, vor die Berufungskommission zu gehen.
Unterstützung erhielt Malema von Moeletsi Mbeki, dem Bruder von Zumas seinerzeitigem Gegenkandidaten Thabo Mbeki.
Im Zusammenhang mit dem disziplinarischen Verfahren wurde der Vorwurf erhoben, Malema habe die Verfassung der ANCYL umgeschrieben, nachdem er auf einer Pressekonferenz gesagt hatte, der Disziplinarausschuss des ANC habe sich auf eine alte Version bezogen. Nach der Version, auf die sich Malema bezog, war der Disziplinarausschuss der ANCYL für ein Verfahren innerhalb der Youth League zuständig.
Mitglieder der Führung der ANCYL sagten, sie würden diesen Zusatz nicht kennen.
Ende Dezember 2011 wurde er erneut in das Nationalkomitee der ANCYL gewählt und amtierte weiterhin als Präsident. Zugleich drohte er Zuma mit einem Machtkampf und nannte ihn in Anspielung auf die Vergewaltigungsvorwürfe von 2005 Duschkopf-Mann.

##### Parteiausschluss aus dem ANC
Anfang Februar 2012 wurde die Berufung von Malema zurückgewiesen. Nachdem sich Malema für den Sturz der Regierung des Nachbarlandes Botswana ausgesprochen hatte, wurde er am 29. Februar 2012 endgültig aus dem ANC ausgeschlossen. Als Begründung wurde fehlende Reue für „schädigendes Verhalten“ genannt.
In einer Pressekonferenz gab ein Sprecher der ANCYL bekannt, dass Malema gegen den Ausschluss Berufung einlegen wird, da die Sanktion nicht nur „unfair“, sondern auch gegen die „wahren Werte des ANC“ sei. Die ANCYL führt ihn weiter als Präsidenten. In einem Interview auf SABC bat Malema darum, im ANC verbleiben zu dürfen, da er die Partei liebe und nichts anderes habe.
Mitte März 2012 legte er offiziell Einspruch beim Berufungskomitee (NDCA) ein.
Bei einer Veranstaltung in Khayelitsha, bei der Malema davon sprach, die ANCYL sei ohne Diskussion verurteilt und wie ein Leprakranker behandelt worden, kam es zum Aufruhr, als Mitglieder des ANC mit Schildern gegen Malema protestierten.
Malema kündigte danach an, gegen den Ausschluss gerichtlich vorzugehen, falls er Bestand haben sollte, und sagte, er bedaure nichts, was er getan habe. Bei einer Veranstaltung an der Witwatersrand-Universität am 30. März 2012 griff Malema Jacob Zuma scharf an und warf ihm vor, den ANC zu traumatisieren, Ideen und Kritik zu unterdrücken und die Demokratie durch eine Diktatur zu ersetzen.
Jackson Mthembu, Sprecher des ANC, wies die Vorwürfe zurück und nannte sie respektlos und ohne jeden Wahrheitsgehalt; Malema begebe sich in den Augen der Partei in eine ausweglose Situation mit solchen Beleidigungen. Die Veteranenvereinigung des Umkhonto we Sizwe forderte in einer Erklärung den endgültigen Ausschluss von Malema, da er nicht nur den Präsidenten, sondern den ganzen ANC angegriffen habe. Das nationale Exekutivkomitee des ANC erklärte, die Angriffe seien unangemessen, schockierend grob und hätten den Zweck, die Partei zu spalten und Uneinigkeit innerhalb der Parteiführung herzustellen.
Die Führungsspitze des ANC zeigte sich bei einer Pressekonferenz demonstrativ loyal und einig.
Anfang April 2012 teilte das Disziplinarkomitee (NDC) des ANC mit, dass Malemas Parteimitgliedschaft mit sofortiger Wirkung suspendiert sei und er mit weiteren disziplinarischen Maßnahmen rechnen müsse. Unabhängig davon werde die Anhörung zu seinem Ausschluss vor dem Berufungskomitee am 12. April 2012 stattfinden.
Das Komitee betonte, er dürfe auf keiner Parteiveranstaltung reden, sich nicht zum ANC äußern und sein Amt als Präsident nicht mehr ausüben. Über seine Anwälte ließ Malema ein Schreiben an das Disziplinarkomitee verfassen, in dem die unverzügliche Aufhebung der Suspendierung gefordert und eine Klage angedroht wurde.
Das NDC beantwortete den Brief innerhalb der vorgegebenen Frist, wollte jedoch zum Inhalt keine Angabe machen.
In einer Pressemeldung informierte die ANCYL, dass Malema in seiner Funktion als Präsident am Karfreitag eine Kirche in Butterworth besuchen und dort an einer Veranstaltung zum Gedenken an Solomon Kalushi Mahlangu teilnehmen und sprechen werde.
In seiner Rede äußerte Malema sich weder zur ANCYL noch zum ANC, sondern betonte sein Recht frei zu reden und seinen Willen, dies zu tun. Im Weiteren sagte er auf Nachfrage, dass er sich zu harsch behandelt fühle, und bat die Gemeinde und den Bischof, für ihn zu beten, in einer Situation, wo aus Freunden Feinde geworden seien und „unseren Tod“ planten.
In einer außerordentlichen Sitzung des Nationalen Exekutivkomitees (NEC) wurde Malema als Präsident bestätigt, der weiterhin sein Amt ausüben soll. Aufgrund der Autonomie der ANCYL sei er gewählt und könne nur durch die Nationalkongress der Liga selbst abgewählt werden. Im Weiteren wurden Gespräche mit der ANC-Führung angekündigt.
In einer ersten Reaktion sagte ein Sprecher des ANC, man werde versuchen, die ANCYL davon zu überzeugen, die Verfassung der Partei nicht weiter zu unterlaufen.
Im April 2012 lehnte das Berufungskomitee den Widerspruch Malemas ab, womit er mit sofortiger Wirkung aus dem ANC ausgeschlossen wurde. Die Provinzkomitees von Limpopo und des Ostkaps betonten, dass sie ihn weiterhin unterstützten und als rechtmäßigen Präsidenten ansähen. Zusammen mit Malema wurden Generalsekretär Magaqa und Sprecher Shivambu für drei Jahre aus dem ANC ausgeschlossen. Der amtierende Präsident Lamola betonte in einem Interview, dass sich nichts geändert habe und Malema noch immer der Präsident der ANCYL sei. Wenn das geschäftsführende Komitee des ANC den Ausschluss nicht zurücknehme, werde man den Kampf bei der Konferenz in Mangaung im Dezember 2012 weiterführen.
Zur Unterstützung von Malema wurde bereits während des Disziplinarverfahrens eine Gruppe namens Friends of the Youth League (FYL) ins Leben gerufen, die 600 Mitglieder hat. Die Provinzkomitees signalisierten zum Teil ihre Unterstützung, zum Teil distanzierten sie sich davon.
Bei einem Treffen der Gruppe in Mthatha warf Malema dem ANC vor, ihn wie ein Kondom und Toilettenpapier zu behandeln, das nach Benutzung weggeworfen würde. Eine Audienz beim König der Thembu, eines Stammes der Xhosa, wurde ihm aufgrund des politischen Klimas von bewaffneten Wächtern versagt.
Nach einem Treffen des NEC am 4. und 5. Mai 2012 in Johannesburg erklärte die ANCYL, man unterstütze weiterhin Malema als Präsidenten und werde die Ergebnisse der Disziplinierungskomitees bei der ANC-Konferenz in Mangaung im Dezember 2012 anzweifeln. Bei seiner ersten Pressekonferenz nach dem Ausschluss sagte Malema, er bleibe dem ANC immer treu und werde niemals eine eigene Partei gründen. Bezüglich seiner Kritik an Zuma stellte er heraus, dass sie eine Kritik am Führungsstil und nicht an der Person gewesen sei; er habe die Führungsstile des ANC seit 1912 analysiert und eine Einzelperson nie als Diktator bezeichnet.
Malema sagte auch, es sei sein Wille und seine Absicht, den ANC eines Tages zu führen.
Nachdem Zuma Einfluss auf das NEC des ANC genommen hatte, Malemas Parteiausschluss nicht aufzuheben, nannte Malema das Komitee und insbesondere Zuma korrupt und forderte seine Anhänger aus, ihm die Anerkennung zu versagen.
In einem Interview kündigte er an, nach der Konferenz im Dezember als neues Mitglied in den ANC einzutreten. In seinem Buch A Political Biography kritisierte Motlanthe den Umgang mit Malema und dessen Parteiausschluss.

##### Korruptionsanklage
Ab 2010 bestand ein Korruptionsverdacht gegen Malema, der sich darauf gründeten, dass er an Firmen beteiligt sei, denen er wiederholt öffentliche Bauprojekte zugeteilt habe. Er habe so innerhalb von zwei Jahren 53 Millionen Rand verdient.
Auf der Basis dieses Anfangsverdachts wurde gegen Malema wegen Korruption und Steuerhinterziehung sowohl von der Steuer- und Finanzbehörde (South African Revenue Service SARS) als auch von der Staatsanwaltschaft und Polizei ermittelt. Unter anderem sollte ermittelt werden, wie und von wem im Jahr etwa drei Millionen Rand auf sein Konto kamen.
Ende April 2012 forderte die Finanzbehörde SARS 10 Millionen Rand von Malema. Im Mai wurde die Steuernachzahlung auf 15 Millionen Rand taxiert.
Malema sagte, dies bereite ihm keine schlaflosen Nächte, er sei nicht bankrott, sondern sehr großzügig, und weigerte sich, weitere Fragen dazu zu beantworten, da es seine private Angelegenheit sei, die die Öffentlichkeit nichts angehe.
Zugleich verklagte der ehemalige Wirtschaftsberater von Malema, Lesiba Gwangwa, den SARS darauf, weitere Nachforschungen, insbesondere zu den finanziellen und geschäftlichen Beziehungen, einzustellen. Der SARS dehnte die Ermittlungen auch auf andere Verbündete Malemas aus.
Das Provinzkomitee von Limpopo empfahl dem SARS dringend, sich aus politischen Kämpfen herauszuhalten, und beklagte die Informationslecks der Behörde.
Anfang September 2012 erhielt Malema den vorläufigen Bericht der nationalen Ombudsfrau, Thuli Madonsela, zu den Korruptionsvorwürfen.
In einem darauf folgenden Interview sprach er von einem unmittelbar bevorstehenden Arrest, dem er sich nicht entziehen würde, und bezeichnete diesen als „politische Machenschaft“ aufgrund politischer Äußerungen. Floyd Shivambu warnte vor möglicherweise gewalttätigen Massenprotesten der Jugend für den Fall, dass Malema in Haft käme. Am 20. September 2012 gab ein Polizeibeamter bekannt, dass ein Haftbefehl für Malema ausgestellt sei, die Anklagepunkte sollen Betrug, Diebstahl und Korruption sein. Eine Anwältin von Malema sagte zu, dass er bei Gericht erscheinen würde, und verneinte die Inhaftierung, da ihr noch kein Haftbefehl vorläge.
Der ehemalige Generalsekretär und Mitglied der Freunde der Youth League, Magaqa, sagte in einem Interview, der Haftbefehl sei politisch motiviert und bliebe nicht ohne Folgen, da die Jugend hinter Malema stehe und ihn verteidigen würde.
Die Demokratische Allianz begrüßte in einer Pressemeldung den Haftbefehl; im Weiteren hieß es, die südafrikanische Öffentlichkeit habe es satt, dass Politiker öffentliche Mittel in die eigene Tasche umleiteten.
Der SARS teilte mit, dass Malema nach richterlichem Beschluss Steuerschulden in Höhe von 16 Millionen Rand habe, zugleich wurde die Beantragung eines Haftbefehls durch die Steuerbehörde dementiert. Am 26. September 2012 erschien Malema vor dem Provinzgericht in Polokwane, wo Hunderte Unterstützer gegen die Anklage demonstrierten. Er wurde gegen eine Kaution in Höhe von 10.000 Rand entlassen. Nach der Verhandlung sagte er seinen Anhängern, dass es sich nicht um eine ernste Anklage handle, sondern nur um den Vorwurf der Geldwäsche; dem widersprach ein Vertreter der Bundesstaatsanwaltschaft, da ihm im Fall der Verurteilung bis zu 30 Jahren Haft drohten.
Die SACP und der Congress of South African Trade Unions (COSATU) distanzierten sich von Malema und forderten, er solle nun die volle Macht des Gesetzes spüren. Darüber hinaus schwinde die Unterstützung, die er erhielte, seine Anhängerschaft setze sich aus gemieteten und falsch informierten jungen Menschen zusammen, so Gilbert Kganyago, Provinzsprecher der SACP. Nachdem Malema seine Steuerschulden nicht beglichen hatte, vollstreckten am 6. Oktober 2012 Gerichtsvollzieher in Polokwane, Sandown und Johannesburg einen Titel gegen ihn und beschlagnahmten Teile seines Eigentums als Sicherheit.
Im Oktober 2012 wurde der 174 Seiten umfassende Bericht von Thuli Madonsela veröffentlicht. Im Mittelpunkt der Untersuchung standen die Beziehungen zwischen Malema, dem Ratanang Family Trust, der Firma On Point Engineering und der Provinzregierung von Limpopo. Der Bericht stellte fest, dass Betrug, Misswirtschaft und Bestechung stattgefunden haben; als einziger faktischer Begünstigter wurde Julius Malema genannt.
Malema warf der Ombudsfrau vor, ihn in Abwesenheit zu verurteilen und ihm ohne Urteil alles wegnehmen zu wollen.

##### Bergarbeiterstreik 2012
Malema unterstützte beim südafrikanischen Bergarbeiterstreik die Minenarbeiter. Nachdem im August 2012 bei einem Gefecht zwischen der Polizei und den Arbeitern 34 Bergleute zu Tode kamen und 78 verletzt wurden, reiste er als Erster nach Marikana und kritisierte die Polizei und die Regierung scharf. Unter anderem forderte er die Unterstützung der Forderungen der Bergarbeiter durch Zuma und Polizeiminister Nathi Mthethwa oder deren Rücktritt. Zwei Tage später erstattete Malema Anzeige gegen die Polizei wegen Mordes. Ende August 2012 verschärfte er die Kritik an Lonmin und Cyril Ramaphosa, einen der Aufsichtsräte des Unternehmens und ehemaligen Gewerkschaftsführer; bei den Minenarbeitern und ihren Familien galt Malema als einziger Unterstützer ihrer Forderungen.
Am 11. September 2012 rief er die Minenarbeiter zu einem fünf Tage dauernden landesweiten Streik auf und stimmte erneut das Lied Kill the boer an; er nannte den Streik eine „ernstzunehmende Revolution“. Einige der streikenden Arbeiter der Goldmine hielten Plakate in die Höhe, auf denen „Präsident Juju“ und „100 % Juju“ zu lesen war.
Der populistische Auftritt von Malema wurde sowohl von zwei „ANCYL-Insidern“ als auch vom Präsidenten des COSATU als Destabilisierungkampagne gegen den ANC und insbesondere Zuma interpretiert; dabei soll Malema der Strohmann sein, als treibende Kraft wurde die Zimbabwe African National Union vermutet. Zuma selbst kritisierte Malema bei einer Rede in der Nationalversammlung, sprach von „nicht akzeptablen Aktivitäten“ und dementierte eine Mitschuld an der Entwicklung von Malema. Nachdem Malema am 18. September 2012 von einer Ansprache an die Bergbauarbeiter durch die Polizei abgehalten worden war, sagte er auf einer Pressekonferenz, Zuma nutze seine Handlanger, um ihn zu isolieren; indirekt warf er Zuma auch vor, ihm nach dem Leben zu trachten. Er verstärkte seine Rücktrittsforderungen gegenüber Zuma, Justizminister Jeff Radebe und Polizeiminister Mthethwa, die er „kompromittiert“ nannte aufgrund ihrer „militarisierten“ Politik. Zuma bezichtigte er darüber hinaus der reinen Diktatur und Intoleranz und forderte ihn auf, sein Amt bei der Konferenz in Mangaung im Dezember 2012 niederzulegen. Am 11. Oktober 2012 wurde bekannt, dass die Polizei Vorermittlungen gegen Malema wegen Landfriedensbruchs aufgenommen hat; er bestritt, die Bergleute aufgehetzt zu haben, stattdessen habe er eine „politische Analyse“ durchgeführt.

#### Ab 2013: Gründung der Economic Freedom Fighters
Im Juli 2013 gründete Malema die Partei Economic Freedom Fighters (EFF). Er selbst ist seither Commander-in-Chief. Die Partei sollte als Anwalt der Unterprivilegierten fungieren, insbesondere der schwarzen Arbeitslosen. Im Wahlkampf 2014 schloss sie jede Kooperation mit der Mehrheitspartei ANC aus. Die EFF erhielten bei den Wahlen 6,35 % der Stimmen und damit 25 der 400 Sitze in der Nationalversammlung. In zwei Provinzen wurde sie offizielle Oppositionspartei.
Im Parlament fällt die EFF unter Malema durch einheitliche rote Kleidung und aggressive Rhetorik auf. Malema wurde vom Karikaturisten Jonathan Shapiro als gleichzeitig „revolutionär, faschistisch und demokratisch“ bezeichnet. Malema erklärte im April 2016, die Regierung unter Jacob Zuma mit Waffengewalt stürzen zu wollen. Der ANC gab daraufhin an, Malema anzeigen zu wollen, und sprach von Landesverrat.
Seitdem er die Economic Freedom Fighters (EFF) gründete, wirft er Präsident Zuma und der ANC-Spitze massive Korruption vor und schließt jegliche Regierungsbeteiligung aus.
2023 solidarisierte sich Malema im Zuge des Russisch-Ukrainischen Kriegs mit dem russischen Staatspräsidenten Wladimir Putin.

## Kontroversen

### „Erschießt die Buren“ und Einstellung zur Gewalt an der weißen Minderheit
Im März 2010 stimmte Malema öffentlich das Lied Dubul' ibhunu („Erschießt die Buren“) an, ein 1993 in Reaktion auf die Ermordung von Chris Hani entstandenes Kampflied. Das South Gauteng High Court urteilte kurz darauf, dass das Lied als Hassrede einzustufen und daher verboten sei.
Malemas teils radikale Äußerungen und das Singen des Hetzliedes wurden mit der Ermordung von Eugène Terre’Blanche in Zusammenhang gebracht.
Anfang April 2010 nannte Malema bei einem Besuch in Simbabwe den Regierungschef und Diktator Robert Mugabe einen Visionär und befürwortete die Zwangsenteignung im Zuge der Landreform. Bei dieser Gelegenheit stimmte er erneut Dubul’ ibhunu an. Diese und andere kontroverse Äußerungen brachten Malema die Bezeichnungen „Demagoge“ und „Revolverschnauze“ ein, aber auch die Sympathie der Youth League und von südafrikanischen Jugendlichen.
Im Juni 2016 forderte Malema seine Anhänger auf, unter Bruch des 1956 erlassenen Riotous Assemblies Act das Land weißer Farmer zu besetzen.
Im Juni 2018 erregte er Aufmerksamkeit, als er auf die Frage, ob er an der Organisation von Morden an weißen Farmern beteiligt war, undefiniert mit „Vielleicht, vielleicht auch nicht“ antwortete.
Ende Juli 2023 stimmte Malema bei einer Massenkundgebung seiner Partei Economic Freedom Fighters (EFF) im FNB-Stadion erneut Dubul’ ibhunu an. Die Mitglieder der EFF, die das Stadion ausfüllten, stimmten in den Gesang ein. Der Vorfall erreichte internationale Aufmerksamkeit.
Malema wies Vorwürfe, er hätte zum Mord an weißen Farmern bzw. Buren aufgerufen, zurück. Die Begriffe „Buren“ und „Farmer“ im Liedtext bezögen sich nicht auf Individuen, sondern ein „System der Unterdrückung“ und die Polizei. Ein Richter des Johannesburg High Court war bereits 2022 Malemas Textinterpretation gefolgt.

### Verhältnis zur Presse
Nachdem der Journalist Dumisane Lubisi in der City Press im März 2010 über Malemas Finanzgebaren und sein hohes Einkommen berichtet hatte, griff Malema die Presse an und drohte dem Journalisten und anderen Zeitungsmitarbeitern damit, Details über ihr Privatleben bekannt zu machen, und unterstellte ihnen, mit Politikern Sex zu haben, um ihre Geschichten zu erhalten. Floyd Shivambu, Sprecher des ANC, lehnte eine Entschuldigung dafür ab, da es sich um die Wahrheit handle. In der Folgezeit erhielt der Ombudsmann der Presse mehrere Beschwerden der Liga über Journalisten, die im Gegenzug die Unterdrückung der Pressefreiheit durch den ANC monierten.
Im April 2010 im Rahmen des Besuches in Simbabwe beschimpfte Malema den BBC-Journalisten Jonah Fisher nach einer Pressekonferenz als „Bastard“ und „verdammten Agenten“ und beschuldigte ihn tendenziöser Berichterstattung zugunsten Weißer. Darüber hinaus spottete er über die politischen Gegner von Mugabe, obwohl Südafrika offiziell eine neutrale Haltung gegenüber Simbabwe hat. Der ANC leitete darauf eine interne disziplinarische Untersuchung ein. Bei seiner Rede anlässlich der Verleihung des Newsmaker of the Year-Preises in Pretoria im März 2012 entschuldigte Malema sich bei Fisher und betonte, er würde für die Verteidigung der Rechte der weißen Minderheit sterben.
In einem Interview auf SABC im März 2011 sagte Malema, die Presse müsse gelenkt werden, weil sie die Demokratie zerstöre und vor niemandem außer der Vorsitzenden der Demokratischen Allianz (DA), Helen Zille, Respekt hätte. Malema greift regelmäßig die Vorsitzende der DA über die Presse an. So unterstellte er ihr, sich alter Apartheidstaktiken zu bedienen, und nannte sie eine Rassistin, Kolonialistin und Imperialistin.
Im Kontext der Boykottaufrufe des ANC und der South African Communist Party (SACP) gegenüber der City Press, weil diese ein Gemälde von Jacob Zuma mit offener Hose und heraushängenden Geschlechtsteilen veröffentlicht hatte, sprach Malema sich entschieden gegen einen Boykott aus. Er stellte heraus, dass er selbst von der Zeitung geschmäht und falsch dargestellt worden sei, dennoch sei es wichtig, Meinungspluralität zu schützen und die Zeitung weiterhin zu kaufen; er selbst wolle zwei Exemplare der Ausgabe, die das Bild enthalte, erwerben, um die wahren Werte des ANC – Frieden und Freiheit – zu verteidigen.